# Endogene Kraft
Als endogene Kräfte werden in der Geomorphologie Vorgänge bezeichnet, die im Erdinneren, aus dem Erdinneren heraus und zusammen mit den exogenen Kräften die Landschaftsformen gestalten.
Endogene Kräfte sind die Ursache für Faltengebirge sowie Erdbeben und Vulkanismus. Man nennt sie auch strukturformende Kräfte. Dabei spielen die Erdplatten und die Kontinentalverschiebung eine entscheidende Rolle. Die Erdplatten bewegen sich in drei verschiedenen Bewegungsrichtungen zueinander:
- konstruktiv: Zwei Kontinentalplatten bewegen sich voneinander weg (Divergenz).
- destruktiv: Zwei Platten bewegen sich aufeinander zu (Konvergenz).
- konservativ: Die Lithosphärenplatten „gleiten“ aneinander vorbei (Transformstörung).